# Feng shui
Feng shui (en chino, 风水; pinyin, fēngshuǐ (escuchar)ⓘ) es un antiguo sistema filosófico chino de origen taoísta basado en la ocupación consciente y armónica del espacio, con el fin de lograr de este una influencia positiva sobre las personas que lo ocupan. Los caracteres –viento y agua– juntos hacen referencia a "que fluya/dejar fluir"; desde la antigüedad, se pensaba que los paisajes y las masas de agua dirigían el flujo del Qì universal –"energía cósmica"– a través de lugares y estructuras.
El feng shui es parte del llamado shenmiwenhua (神秘文化 - conocimiento misterioso) de la cultura china, que trata sobre cosas misteriosas, secretas e imposibles de ver. Su territorio de acción se sitúa en la frontera de dos mundos: el de la tierra –denominado ken kai–, visible y físico, y el del cielo –denominado yu kai–, desconocido, invisible y vibrátil. Está considerada desde una pseudociencia y pseudoterapia hasta «un compendio de antiguas supersticiones chinas».

## Historia
El feng shui es una forma de geomancia desarrollada en China. Originalmente era una forma de conocimiento que estudiaba los cambios que ocurren en la naturaleza, el clima y los astros. Los orígenes del feng shui varían según las fuentes. Por un lado, toma la simbología del I ching (o libro de los cambios). Por otro, incorpora los cinco elementos (wu xing).
En el imperio chino, esta estética era un asunto de Estado y solo las construcciones imperiales y de algunos nobles tenían acceso a esta aplicación. Por esa razón, se la llamaba «aplicaciones de emperadores y reyes». Incluso se aplicaba al emplazamiento y orientación de las tumbas (yin zhai, o vivienda de los muertos). A partir de la instauración de la república, el feng shui (junto con otras prácticas tradicionales de la cultura china); fue prácticamente prohibido. Los centros actuales de difusión del feng shui no se encuentran en China, sino en Hong Kong, Taiwán y Malasia. En la última década del siglo XX ―con el auge de la Nueva era― el feng shui se ha popularizado enormemente y su práctica y enseñanza se ha extendido por casi todo el mundo de la mano de autores como Lilian Too, William Spear, Roger Green.

## Doctrina
El feng shui se basa en el chi, que sería algo como un "aliento vital", cuyo flujo se vería modificado por la forma y disposición del espacio, la orientación y los cambios temporales. Algunas escuelas de feng shui ponen el énfasis en el estudio de las formas: las montañas, los ríos, la estructura de la vivienda o lugar de trabajo, la colocación del baño, cocina, habitación y el resto de los espacios de la casa, etc. También se utiliza un sistema derivado del Cuadrado Mágico del I-Ching para calcular las "Estrellas Voladoras", representadas por el movimiento cíclico del tiempo en relación con los emplazamientos. En la actualidad, la tendencia es considerar conjuntamente la forma, la orientación y el cálculo de las Estrellas Voladoras, como se hacía en la antigüedad.
La forma de las montañas o el paisaje en general se describe sobre la base de los llamados «guardianes celestiales»: el Dragón, el Tigre, la Tortuga, el Fénix y la Serpiente. Estos nombres derivan de antiguas constelaciones que dividían el cielo en cinco sectores, como se representa en el Lö Hsu o Mapa del Río Lo (que apareció en el lomo de un Caballo mitológico con cabeza de Dragón) de ahí el adjetivo de «celestiales». Los cinco guardianes se disponen en forma de cruz; la Tortuga atrás, el Fénix delante, el Dragón a la izquierda, el Tigre a la derecha y la Serpiente en el Centro, que es el más importante porque representa a quien se dirige todo el estudio. 
La localización ideal es aquella que tenga una Tortuga orientada hacia el lado del que provienen los vientos más intensos y el agua en el lado opuesto (Fénix); ya que el viento (feng) dispersa el chi mientras que el agua (shui) lo acumula. Además, el geomante debe encontrar al Dragón, una figura mítica relacionada con el movimiento del agua y del viento (el Espíritu del emplazamiento). La niebla matinal, por ejemplo, representa el aliento del Dragón: Allí donde tarda más en dispersarse es donde se dan las condiciones para la acumulación del chi. El estudio se completa hallando las líneas llamadas «venas del Dragón» y ciertos puntos especiales sobre estas venas llamados «el nido del Dragón».
Según el Zang shu (‘libro de las sepulturas’), escrito por Guo Pu (276-324) durante la Dinastía Jin, la energía chi se dispersa cuando viaja a través del viento y termina al encuentro del agua. Si este flujo de la energía termina en el agua que contiene el cuerpo sería perfecto, porque toda esa energía se queda en nuestro ser y trae mejor salud y felicidad.
Por otro lado, el feng shui considera cuidadosamente las orientaciones, ya que de cada punto cardinal emana una energía determinada. La interpretación de estas energías se basa primariamente en el símbolo llamado ba-gua (ocho trigramas).
Algunos edificios famosos creados conforme a los principios del feng shui son, entre otros:
- El Zhong Hedian dentro de la Gugong (o ‘ciudad prohibida’) en Pekín
- El Banco de Hong Kong y
- El Banco de Shanghái.[cita requerida]

### Yin y yang
La idea del yin yang es fundamental para el feng shui, que es la idea de opuestos sin oposición. Son complementarios y se necesitan mutuamente para existir. Los cambios constantes de interacción de yin y yang da lugar a la infinita variedad de patrones de la vida. La siguiente tabla subraya la necesidad básica de cada principio.
| Yin       | Yang      |  | Yin      | Yang     |
| --------- | --------- |  | -------- | -------- |
| norte     | sur       |  | invierno | verano   |
| tierra    | cielo     |  | materia  | espíritu |
| femenino  | masculino |  | negativo | positivo |
| oscuridad | luz       |  | noche    | día      |
| frío      | calor     |  | húmedo   | seco     |
| abajo     | arriba    |  | bajo     | alto     |
| pasivo    | activo    |  | luna     | sol      |
| suave     | áspero    |  | débil    | poderoso |

El feng shui, como otras artes chinas, tiene su fundamento en el texto I ching, o ‘libro de las mutaciones’. Se basa en la interpretación de los trigramas o kuas. El arreglo llamado ba gua o pakua (que en chino significa literalmente ‘ocho trigramas’) es el fundamento de todas esas escuelas chinas. Cada trigrama representa una serie de correspondencias: entre ellas, una orientación, una parte de la naturaleza, una parte de nuestro cuerpo, un miembro de la familia, etc.  Las direcciones del compás (puntos cardinales que señala la brújula)
se asocian a los cinco elementos míticos (agua, fuego, madera, metal y tierra):
| Elemento         | Metal    | Metal | Fuego | Madera  | Madera | Agua  | Tierra  | Tierra   |
| ---------------- | -------- | ----- | ----- | ------- | ------ | ----- | ------- | -------- |
| I Ching          | Cielo    | Lago  | Fuego | Viento  | Trueno | Agua  | Montaña | Tierra   |
| Dirección        | Noroeste | Oeste | Sur   | Sureste | Este   | Norte | Noreste | Suroeste |
| Triagramas       | ☰        | ☱     | ☲     | ☴       | ☳      | ☵     | ☶       | ☷        |
| Trigrama hanzi   | 乾       | 兌    | 離    | 巽      | 震     | 坎    | 艮      | 坤       |
| Triagrama pinyin | qián     | duì   | lí    | xùn     | zhèn   | kǎn   | gèn     | kūn      |

Cada qi proveniente de distinto punto cardinal busca su opuesto para encontrar armonía: el qi del sur busca el qi del norte para equilibrarse; de la misma manera que el qi oriental busca el qi occidental, y así sucesivamente.
Algunos autores [¿quiénes?] sostienen que para practicar el feng shui adecuadamente en el hemisferio sur, el pakua debe invertirse sobre su eje horizontal; es decir, que el noroeste, norte y noreste pasan a ser respectivamente sudoeste, sur y sudeste. los maestros más importantes del feng shui[¿quiénes?]no comparten esta visión, que se origina en el desconocimiento profundo de los fundamentos del "I-Ching", ya que el pakua que vemos en la figura es solo uno de los órdenes posibles, llamado del Cielo Posterior. Existe también un orden del Cielo Anterior y toda una serie de correspondencias y relaciones entre los trigramas; y no es posible modificar un orden sin tener en cuenta todos los demás. El secreto está en comprender el estudio de las energías, que fluyen en dirección este-oeste y no sur-norte, ya que no se refiere únicamente a fuerzas magnéticas. Por lo tanto la postura mayoritariamente aceptada es que el pakua tiene validez universal, independientemente de los hemisferios.

## Usos contemporáneos del feng shui

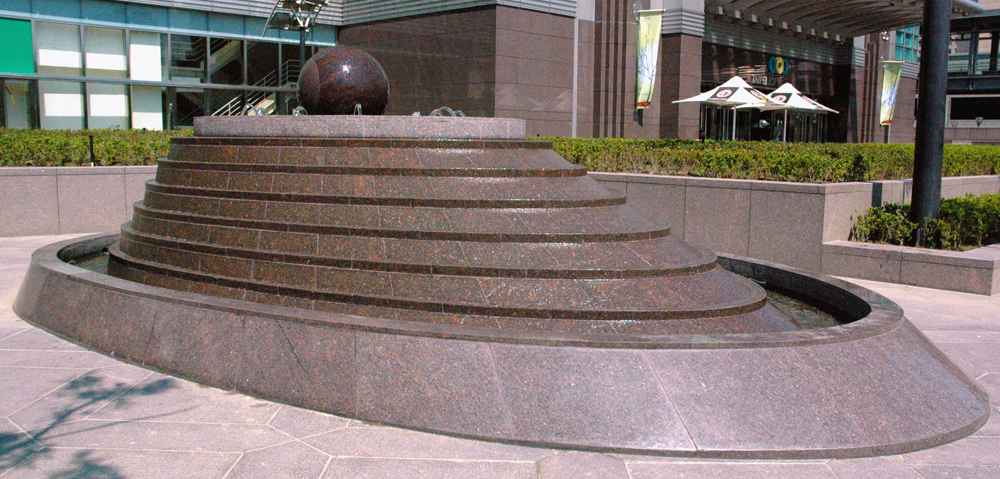
Una "fuente de feng shui" moderna en Taipei 101, Taiwán

Después de la visita de Richard Nixon a la República Popular China en 1972, las prácticas de feng shui se volvieron populares en los Estados Unidos. Los críticos advierten que las afirmaciones de validez científica han demostrado ser falsas y que las prácticas son pseudocientíficas. Otros sostienen que ha sido reinventado y comercializado por empresarios de la Nueva Era, o están preocupados de que gran parte de la teoría tradicional se haya perdido en la traducción, no se le haya dado la debida consideración, haya sido mal vista o despreciada.
Sin embargo, el feng shui ha encontrado muchos usos. Los ecólogos del paisaje a menudo encuentran el feng shui tradicional un estudio interesante. En muchos casos, los únicos parches restantes de bosque antiguo asiático son "bosques de feng shui," asociados con el patrimonio cultural, la continuidad histórica y la preservación de varias especies de flora y fauna. Algunos investigadores interpretan la presencia de estos bosques como indicadores de que los componentes "hogares saludables," la sostenibilidad y el medio ambiente del feng shui tradicional no deben ser fácilmente descartados. Científicos del medio ambiente y arquitectos del paisaje han investigado el feng shui tradicional y sus metodologías. Los arquitectos estudian el feng shui como una tradición arquitectónica asiática. Los geógrafos han analizado las técnicas y métodos para ayudar a localizar sitios históricos en Victoria, Columbia Británica, Canadá, y sitios arqueológicos en el suroeste de Estados Unidos, concluyendo que los nativos americanos también consideraban la astronomía y las características del paisaje.
Los creyentes lo utilizan con fines de curación, para guiar sus negocios o para crear un ambiente pacífico en sus hogares, aunque no hay evidencia empírica de que sea efectivo. En particular, utilizan el feng shui en el dormitorio, donde se cree que una serie de técnicas que involucran colores y disposición promueven la comodidad y un sueño tranquilo. Algunos usuarios del feng shui pueden estar tratando de obtener una sensación de seguridad o control, por ejemplo, al elegir números auspiciosos para sus teléfonos o ubicaciones favorables para sus casas. Su motivación es similar a las razones por las que algunas personas consultan a los adivinos.
En 2005, Hong Kong Disneyland reconoció el feng shui como una parte importante de la cultura china al desplazar la puerta principal doce grados en sus planes de construcción. Esto fue una de las acciones sugeridas por el planificador de arquitectura y diseño de Walt Disney Imagineering, Wing Chao. En el Polytechnic de Singapur y otras instituciones, profesionales como ingenieros, arquitectos, agentes de propiedades y diseñadores de interiores, toman cursos de feng shui y adivinación cada año, y varios de ellos se convierten en consultores de feng shui a tiempo parcial o completo.

## Críticas
El feng shui es ampliamente considerado una pseudociencia. Por ejemplo, James Randi describe el feng shui como «una antigua forma de engaño», mientras que Skeptics señala que es «un completo sinsentido, nada más que antiguas supersticiones chinas», que la evidencia de su efectividad se basa en anécdotas, y que carece de un método verosímil de acción. Esto lleva a posturas enfrentadas entre diferentes practicantes del feng shui, que afirman que se debe a variaciones entre diferentes escuelas; mientras que analistas críticos consideran que se debe a que "el feng shui siempre se ha basado en meras conjeturas". Otros como el Committee for Skeptical Inquiry de la revista Skeptical Inquiry definen al feng shui como «una creencia mística de una armonía cósmica».

## Feng shui clásico (feng shui tradicional)
El feng shui clásico o feng shui tradicional está asociado con las siguientes técnicas. Esto no es una lista completa, sino que es simplemente una lista de las más comunes técnicas de la escuela de la forma y la escuela de la brújula.
- pakua (ocho estados de cambio).
- cinco elementos o wu xing (relación entre las cinco fases).
- xuan kong (método del tiempo y del espacio).
- xuan kong fei xing (método de las estrellas voladoras - tiempo y direcciones).
- xuan kong da gua (relaciones de los 64 gua).
- xuan kong shui fa (método de agua del tiempo y del espacio).
- bai zi (método de las estrellas voladoras púrpura-blanca).
- ba zhai (ocho mansiones).
- san yuan, puerta del Dragón (ocho formaciones).
- estrellas mayores y menores
- san he luan dou (24 montañas, relación montaña-agua).
- san he shui fa (métodos de agua).
- qimen dunjia (método de las ocho puertas y nueve estrellas).
- zi wei dou shu (24 estrellas, astrología).